# Pericoma
Pericoma är ett släkte av tvåvingar som beskrevs av Walker 1856. Pericoma ingår i familjen fjärilsmyggor.

## Bildgalleri

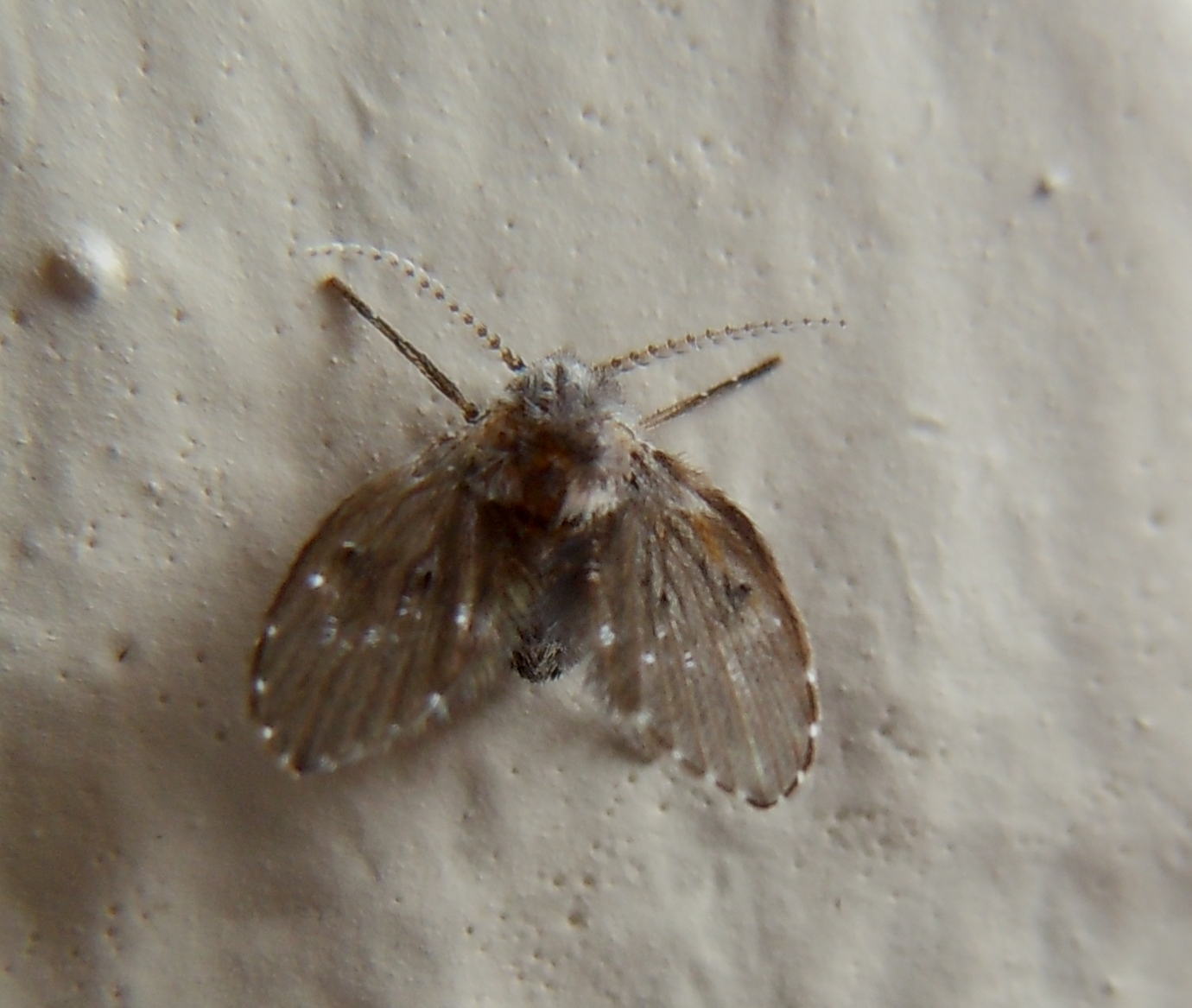

## Dottertaxa tillPericoma, i alfabetisk ordning[1][2]
- Pericoma acuminata
- Pericoma affinis
- Pericoma agreste
- Pericoma alaeoensis
- Pericoma alba
- Pericoma albipes
- Pericoma albitarsis
- Pericoma alfaroana
- Pericoma alhambrana
- Pericoma alticola
- Pericoma americana
- Pericoma amplipenna
- Pericoma ancyla
- Pericoma anderssoni
- Pericoma arvernica
- Pericoma aterrima
- Pericoma atlantica
- Pericoma attenuata
- Pericoma balcanica
- Pericoma bancrofti
- Pericoma barbarica
- Pericoma barbata
- Pericoma barremica
- Pericoma bavarica
- Pericoma becharreense
- Pericoma bifalcata
- Pericoma bilobata
- Pericoma bipunctata
- Pericoma biramus
- Pericoma blandula
- Pericoma bosnica
- Pericoma brasilensis
- Pericoma bunae
- Pericoma busckana
- Pericoma calcifera
- Pericoma calcilega
- Pericoma californica
- Pericoma carolina
- Pericoma chilensis
- Pericoma chlifasica
- Pericoma clarkei
- Pericoma claviatum
- Pericoma coei
- Pericoma complexa
- Pericoma complicata
- Pericoma confusa
- Pericoma consigilana
- Pericoma contigua
- Pericoma coracina
- Pericoma corsicana
- Pericoma crenophila
- Pericoma deceptrix
- Pericoma decoricornis
- Pericoma denticulatistylata
- Pericoma diffusa
- Pericoma diversa
- Pericoma dlabolai
- Pericoma drepanatum
- Pericoma drepanopenis
- Pericoma edwardsi
- Pericoma egeica
- Pericoma equalis
- Pericoma exquista
- Pericoma fallax
- Pericoma fenestrata
- Pericoma fluviatilis
- Pericoma formosa
- Pericoma funebris
- Pericoma gourlayi
- Pericoma grabhamana
- Pericoma gracecica
- Pericoma graecica
- Pericoma granadica
- Pericoma hakkariae
- Pericoma hamtensis
- Pericoma hansoni
- Pericoma hespenheidei
- Pericoma hiera
- Pericoma hygropetrica
- Pericoma illustrata
- Pericoma improvisa
- Pericoma incompleta
- Pericoma incrustans
- Pericoma inornata
- Pericoma insularis
- Pericoma intricatoria
- Pericoma isabellae
- Pericoma kabulica
- Pericoma kariana
- Pericoma kugleri
- Pericoma lassenicalassenica
- Pericoma latina
- Pericoma limicola
- Pericoma litanica
- Pericoma ljubiliensis
- Pericoma lobisternum
- Pericoma longicellata
- Pericoma longipennis
- Pericoma ludificata
- Pericoma maculosa
- Pericoma marginalis
- Pericoma margininotata
- Pericoma maroccana
- Pericoma maurum
- Pericoma melanderi
- Pericoma metatarsalis
- Pericoma mixta
- Pericoma modesta
- Pericoma mollis
- Pericoma motasi
- Pericoma multimaculata
- Pericoma nemorosa
- Pericoma neoblandula
- Pericoma nigricauda
- Pericoma nigropunctata
- Pericoma niveopunctata
- Pericoma notata
- Pericoma orientalis
- Pericoma ottwayensis
- Pericoma paghmanica
- Pericoma pallida
- Pericoma pallidula
- Pericoma pannonica
- Pericoma peregrinum
- Pericoma pictipennis
- Pericoma pingarestica
- Pericoma platystyla
- Pericoma pseudoalbipes
- Pericoma pseudocalcilega
- Pericoma pseudoexquisita
- Pericoma punctulatum
- Pericoma pyramidon
- Pericoma remulum
- Pericoma restonicana
- Pericoma reticulatipennis
- Pericoma rivularis
- Pericoma rotundipennis
- Pericoma salfii
- Pericoma sasakawai
- Pericoma satchell
- Pericoma schumanni
- Pericoma scotiae
- Pericoma segregata
- Pericoma serratipenis
- Pericoma servadeii
- Pericoma shikokuensis
- Pericoma sicula
- Pericoma signata
- Pericoma simplex
- Pericoma simulata
- Pericoma singularis
- Pericoma sinica
- Pericoma sitchana
- Pericoma slossonae
- Pericoma solangensis
- Pericoma soleata
- Pericoma solitaria
- Pericoma solitarium
- Pericoma spiralifera
- Pericoma squamitarsis
- Pericoma steffani
- Pericoma stuckenbergi
- Pericoma subillustrata
- Pericoma symphylia
- Pericoma tasmaniae
- Pericoma tatrica
- Pericoma taurica
- Pericoma tenerifensis
- Pericoma tenuistylis
- Pericoma tienshanensis
- Pericoma tonnoiri
- Pericoma tricolor
- Pericoma trifasciata
- Pericoma triuncinatum
- Pericoma truncata
- Pericoma uniformatum
- Pericoma usingeri
- Pericoma vestita
- Pericoma viduata
- Pericoma viperina
- Pericoma volpina
- Pericoma zumbadoi